# Alžběta Korbeľová
Alžběta Korbeľová (* 13. března 1938) byla slovenská a československá politička Komunistické strany Slovenska, poslankyně Sněmovny lidu Federálního shromáždění za normalizace.

## Biografie
K roku 1971 se profesně uvádí jako mistrová. Ve volbách roku 1971 tehdy zasedla do Sněmovny lidu (volební obvod č. 138 - Bratislava-Staré Město). Ve Federálním shromáždění setrvala do konce funkčního období, tedy do voleb v roce 1976.